# ويندي ألين
ويندي ألين (بالإنجليزية: Wendy Allen)‏ هي متزحلقة أمريكية، ولدت في 16 نوفمبر 1944 في لوس أنجلوس في الولايات المتحدة.

## وصلات خارجية
- ويندي ألين على موقع الاتحاد الدولي للتزلج (التزلج على المنحدرات الثلجية) (الإنجليزية)
- ويندي ألين على موقع أوليمبيديا (الإنجليزية)